# FPB-57
Pour les articles homonymes, voir FPB.
Les FPB-57 (pour fast patrol boat, bien que tous ne soient pas rapides) sont un type de patrouilleurs de la marine indonésienne, construits d'abord par Lürssen puis par PAL Indonesia. Ils sont dérivés de la classe Albatros (en) de navires d'attaque rapides de la marine allemande.

## FPB-57 (variante V) ou classe Todak (navires d'attaque rapide)

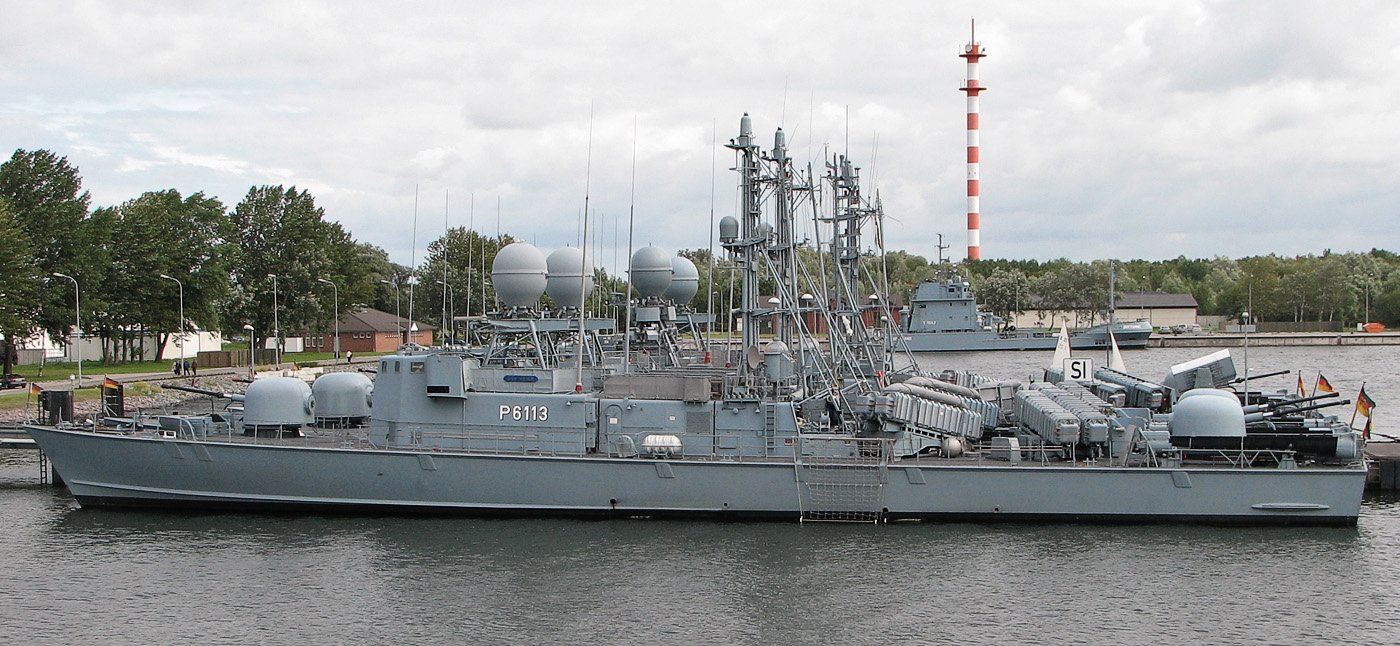
Patrouilleur rapide allemand de la classe Albatros dont dérivent les FPB-57 indonésiens

- Todak (631)
- Dorang (632)
- Hiu (634)
- Layang (635)

## FPB-57 (variante IV)
Les Pandrong sont les premiers FPB-57 à avoir été entièrement construits par PAL à Surabaya :
- Pandrong (801)
- Sura (802)

## FPB-57 (variante II) ou classe Andau (lutte anti-sous-marine)
Les Andau ont été partiellement construits par Lürssen à Brême puis assemblés par PAL :
- Andau (650)
- Singa (651)
- Tongkak (652)
- Ajak (653)

## FPB-57 (variante I) (recherche et sauvetage)
Les Kakap ont été entièrement construits par Lürssen :
- Kakap (811)
- Kerapu (812)
- Tongkol (813)
- Barakuda (814)